# 25. Waffen-Grenadier-Division der SS "Hunyadi"
La 25. Waffen-Grenadier-Division der SS "Hunyadi" (ungarische Nr.1) è stata una delle 38 divisioni ufficiali create nelle Waffen-SS durante la Seconda guerra mondiale.

## Storia
Nell'ottobre 1944,il commando tedesco delle SS di Skorzeny rovesciava il governo ungherese dell'ammiraglio Horthy, il quale progettava un armistizio segreto con l'URSS, e instaurava un regime fascista filo-tedesco diretto da Ferenc Szalasi, leader del movimento delle Croci Frecciate. Immediatamente gli ungheresi ricevevano le istruzioni necessarie per fornire gli effettivi necessari per la creazione di due divisioni delle Waffen-SS; la 25ª divisione SS di fanteria Hunyadi (1^ ungherese) e la 26. Waffen-Grenadier-Division der SS Hungaria o Gömbos-Hungaria (2^ ungherese).
La prima divisione iniziava l'addestramento nel novembre 1944.
Nel gennaio 1945, più di 20.000 uomini erano stati messi insieme nel campo d'addestramento di Neuhammer in Germania.
Nel febbraio 1945, l'Armata Rossa raggiungeva Neuhammer e la divisione veniva così evacuata, mentre un  Kampfgruppe rimaneva come copertura. Questo Kampfgruppe sarà totalmente annientata nella successiva cruenta battaglia.
Nell'aprile 1945, la Hunyadi veniva ripiegata in Austria, dove si consegnava nelle mani della 3ª Armata statunitense.

## Designazioni successive
- Aprile 1944 : 25. SS-Freiwilligen Grenadier Division
- Novembre 1944 : 25. Waffen Grenadier Division der SS (ungarische Nr.1)

## Lista dei comandanti
| Inizio nomina | Fine nomina   | Grado            | Nome          |
| ------------- | ------------- | ---------------- | ------------- |
| Novembre 1944 | Novembre 1944 | SS-Oberführer    | Thomas Müller |
| Novembre 1944 | Maggio 1945   | SS-Gruppenführer | Jozef Grassy  |

## Ordine di battaglia
- Waffen-Grenadier-Regiment der SS 61 (ungarisches Nr. 1)
- Waffen-Grenadier-Regiment der SS 62 (ungarisches Nr. 2)
- Waffen-Grenadier-Regiment der SS 63 (ungarisches Nr. 3)
- Waffen-Artillerie-Regiment der SS 25
  - Waffen-Schi-Bataillon 25
  - SS-Divisions-Füsilier-Bataillon 25
  - SS-Panzerjäger-Abteilung 25
  - SS-Veterinär-Kompanie 25
  - SS-Feldersatz-Bataillon 25
- SS-Versorgungs-Regiment 25